# سنگ‌نوشته کله‌شین

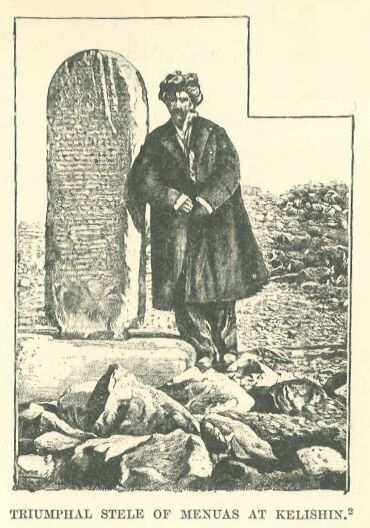
تصویری از سنگ‌نوشته کله‌شین از اوایل سده بیستم.

سنگ‌نوشته کِله‌شین (به کردی: کێلەشین) سنگ‌نوشته‌ای است که در کوه کله‌شین در شمال شرق عراق در حدود ۲۰۰ متری از مرز ایران یافته شده و متنی مهم دوزبانه به زبان‌های اورارتویی و آشوری (اکدی) بر روی آن حک شده است. تاریخ نگارش این متن را حدود ۸۰۰ پیش از میلاد دانسته‌اند.
سنگ‌نوشته کله‌شین نخست در سال ۱۸۲۷ توسط فریدریش ادوارد شولتز توصیف شد. بخشی از یادداشت‌های شولتز هنگامی که راهزنان به او حمله کرده و او را کشتند از دست رفته است. سفرهای بعدی باستان‌شناسان به این محل نیز یا به خاطر بدی هوا یا به خاطر حضور راهزنان لغو شد تا این‌که در سال ۱۹۵۱ جی. کمرون و بعداً در سال ۱۹۷۶ یک گروه ایتالیایی تحت حفاظت شدید نظامی موفق به نسخه‌برداری از این سنگ‌نوشته شدند.
متن این سنگ‌نوشته تصرف شهر موصاصیر (آردینی) توسط ایشپوئینی، شاه اورارتویی را توصیف می‌کند.
نظامیان ایرانی در زمان جنگ ایران و عراق این سنگ‌نوشته را به موزه ارومیه منتقل کردند.
این سنگ تاریخی نماد شهر اشنویه(شهر گیلاس)است و مردم این شهر به وجود این سنگ و تقریبا سالم نگه داشتنش افتخار می کنند،همچنین مجسمه هایی از این سنگ(کیله شین)در ورودی شهر و همچین پارک ساحلی آن نصب کرده اند.

## محل

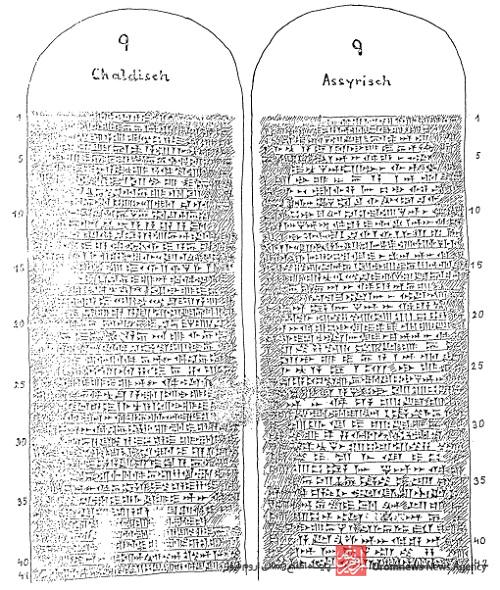
متن آشوری در سمت راست و متن خَلدی (اورارتویی) در سمت چپ.

این سنگ‌نوشته پیش از انتقال به موزه ارومیه در حدود ۲۰۰ متری مرز ایران در مرز کله‌شین (به کردی: کێله‌شین به معنای سنگ کبود) که سیدکان عراق را به اشنویه در ایران متصل می‌کند قرار داشت.
جایگاه این سنگ تاریخی در پیرامون روستای «درود» در غرب شهرستان اشنویه بود و از سوی عراق از توابع راوندوز به‌شمار می‌آید.
روستای درود بالاتر از روستای شیخان در دهستان هیق قرار گرفته است معبد و گذرگاه و همچنین رشته‌کوه معروفی در نوار مرزی ایران و عراق نام خود را از این سنگ گرفته‌اند.

## مشخصات
سمت آشوری این سنگ در اثر تیراندازی‌های مکرر افراد ناآگاه به شدت آسیب دیده است ولی خطوط آن هنوز خواناست. در قسمت پشت کتیبه که به زبان اورارتویی است ساییدگی بر روی سنگ دیده می‌شود.
ارتفاع این سنگ نوشته ۱۶۷ سانتی‌متر است و عرض باریک آن چهل سانتی‌متر است که به عنوان رشته و اتصال در مقر چهارگوش وسط پایه به ابعاد ۲۳x ۴ سانتی‌متر جای گرفته است ضخامت کتیبه از بالا به پایین از ۲۸ تا ۳۰ سانتی‌متر متغیر است. اضلاع چهارگوش پایه حدود ۱۱۲ x ۱۱۴ سانتی‌متر است و این سنگ بر روی یک پایه مکعب شکل گرفته است و وزن این کتیبه همراه با پایه‌اش ۶/۱ تن می‌باشد.
متن اصلی کتیبه کله‌شین از ۴۲ سطر تشکیل شده است و از آن چنین مستفاد می‌گردد که… مهر کپوسی، ایشپوئینی و منوآ که هر سه از پادشاهان سرزمین توشپا بوده‌اند، این سنگ را به خالْدی خداوند شهر موصاصیر اهدا کردند.
ولایت پارسوا در غرب دریاچه ارومیه (چیچست) قرار داشت و در سده ششم پیش از میلاد دولت جدیدی بنام خالدیه ظهور کرده و ولایت پارسوا را به خود ضمیمه کرده پادشاه خالدی سنگ کله‌شین را تراشیده و در گردنه کله‌شین در جنوب غربی دریاچه نزدیک سرحد نصب کرده است.

## متن
در این متن توشپا پایتخت دولت اورارتو و آردینی (موصاصیر) از شهرهای مهم اورارتو ذکر شده است. بیاینا نیز همان نام امروزی شهر وان ترکیه است. ایشپوئینی و مِنوآ از پادشاهان اورارتو هستند. اَدَد در اسطوره‌های اورارتویی ایزد توفان و شمش ایزد عدل و داد بود.
| سنگ‌نوشته کله‌شین: | |
|                  | هنگامی که نزد ایزد خالْدی در شهر آردینی رفتیم، فراتر از همه ایشپوئینی، پسر ساردور، شاه نیرومند، شاه شوراوه، شاه بیاینا، بزرگ شهر توشپا، [و] مِنوآ، پسر ایشپوئینی؛ [آنان] که برایش نیایشگاهی بر تختگاه بزرگ بنیاد ساختند و درونش تندیسی مکتوب گذاردند، و جنگ‌افزاری خوب؛ تندیس زیبایی از جانوران، و درفشی سیمین، الواحی از سیم و زر در نیایشگاه نهاده شد، همان‌گون که من بسیاری چیزها را در برابر نیایشگاه ایزد خالدی نهادم، و جانوران بسیاری را برایش قربانی کردم، ۱۱۱۲ گاو نر، ۹۱۲۰ بز، و ۱۲۴۸ گوسفند، آن‌زمانی که ایشپوئینی به شهر آردینی رفته‌بود، شهر ایزد خالدی. ایشپوئینی، پسر ساردور، شاه بزرگ، شاه شوراوه، شاه بیاینا، بزرگ توشپا، این نیایشگاه را به احترام ایزد خالدی ساخت، پس از آن‌که همه چیزها را در برابر نیایشگاه ایزد خالدی نهاد جانوران برای قربانی در برابر نیایشگاه ایزد خالدی، دروازه در آردینی، آورده شدند. از این‌رو زمانی که آردینی را، شهر ایزد خالدی را، ترک کردند، پیش از همه ایشپوئینی، پسر ساردور، منوآ، پسر ایشپوئینی، قربانی را به ایزد خالدی ارزانی داشته و گفتند: هرکس تندیس جانوران را بیرون از درب نیایشگاه قرار دهد، هرکس به آن تعرضی کند، هرکس کسی را برای دزدیدن آن یاری دهد یا در این باره بداند و خبر ندهد، ازجمله اگر جانوران را به‌دور از آردینی بَرَد، هرکس چنین کند، ایزد آردینی نسلش را از زمین برداراد. هرکس این سنگ‌نوشته را از جایش تکان دهد یا آن را بشکند یا به دیگران در این کار یاری برساند، باشد تا ایزدان نسلش را از زمین بردارند، ایزد خالدی، ایزد ایشکور (اَدَد)، شمش، و همه ایزدان دیگر آردینی. |